# A. J. Terrell
Pour les articles homonymes, voir Terrell.
Aundell Terrell Jr., né le 23 septembre 1998 à Rochester (New York), est un joueur américain de football américain. Il joue Cornerback en National Football League (NFL).